# بخش مرکزی شهرستان کوهبنان
بخش مرکزی، یکی از بخش‌های شهرستان کوهبنان در استان کرمان ایران است. مرکز این بخش، شهر کوهبنان است.

## تقسیمات کشوری
- بخش مرکزی شهرستان کوهبنان
  - دهستان جور
  - دهستان خرمدشت

شهر: کوهبنان

## جمعیت
بر پایه سرشماری عمومی نفوس و مسکن در سال ۱۳۹۵، جمعیت بخش مرکزی شهرستان کوهبنان برابر با ۱۵٬۲۸۷ نفر بوده‌است.